# Citroën SM
Citroën SM — автомобиль, производившейся компанией Citroën с 1970 по 1975 год.
В 1971 году SM занял третье место в конкурсе Европейский автомобиль года. В 1972 году он получил в США титул Car of the Year по версии журнала Motor Trend — в те годы небывалое достижение для неамериканского автомобиля.

## История
Своим появлением Citroën SM, задуманный как спортивная версия седана Citroen DS, должен был представить марку Citroën в классе Gran Turismo, возродив тем самым французский рынок люксовых машин, исчезнувший в годы Второй мировой войной.
SM представлял собой престижное и дорогое купе (точнее говоря, стилизованный под купе трёхдверный хетчбэк), сочетая технические характеристики, близкие к уровню Gran Turismo, с комфортом автомобиля представительского класса.
Разработка началась в 1961 году под названием Project S, изначально предполагалось, что это будет спортивная версия модели DS. Позднее, в 1968 году, Ситроеном была перекуплена фирма Maserati вместе с её наработками в области моторостроения.
Существует предположение, что название модели — SM — дало именно сочетание обозначения автомобиля на этапе его разработки (S) и первая буква слова Maserati (M).
Впервые Citroën SM был показан широкой публике в марте 1970 года на Женевском автосалоне, где вызвал к себе у посетителей и журналистов высокий интерес.
Несмотря на изначальный коммерческий успех, (значительная часть Citroën SM была реализована в США), продажи SM постоянно падали, а нефтяной кризис 1973 года, надолго положивший конец популярности мощных и быстрых автомобилей по обе стороны океана, вызвал их резкий обвал — в 1974 и 1975 годах было продано всего 115 машин. Кроме того, экспорт в США, на который изначально приходилась значительная часть продаж, по сути прекратился после введённых там в 1974 году новых федеральных стандартов безопасности, которые касались формы кузова и единой для всех автомобилей высоты расположения бамперов, которым SM не соответствовал из-за своей регулируемой по высоте в широких пределах подвески.
Когда в 1975 году Citroën после своего банкротства влился в состав единого концерна с Peugeot, SM стал одним из первых автомобилей этой марки, снятых с производства. Всего за всё время производства было выпущено 12 920 Citroën SM.
Несмотря на окончание производства, многие внедрённые технологии Citroën SM были впоследствии применены на модели Citroën CX.

## Устройство
Платформа Citroën SM хоть и была позаимствована у седана DS, однако SM имел несущий кузов, его база была меньше на 125 мм, моторный отсек был увеличен настолько, что двигатель располагался просторно и «удалённо» от салона.  
Подвеска по традиции была гидропневматической «Hydractive», взятая от модели DS. Система позволяла регулировать высоту дорожного просвета в пяти положениях (60 мм; 155 мм; 175 мм; 230 мм; 255 мм). Важными элементами этой подвески были сферы, заполненными азотом, на поперечных рычагах спереди и продольных рычагах сзади. Благодаря сферам автомобиль сохранял дорожный просвет, равномерно распределяя нагрузку на каждое колесо и сглаживая неровности дороги, опуская кузов вниз при парковке.  
В дополнение к ней было разработана уникальная система самоцентрирующегося рулевого управления DIRAVI (Direction à rappel asservi), автоматически возвращавшая рулевое колесо в исходное положение даже когда автомобиль стоит на месте. 
Тормозная система, оставшаяся в «наследство» от DS, отличалась использованием дисковых тормозов на всех четырёх колёсах (сзади у DS стояли барабаны), при этом передние тормоза охлаждались через большие воздуховоды под передним бампером. Стояночный тормоз блокировал передние диски посредством пары дополнительных суппортов, расположенных над основными.

### Двигатели
За основу будущего силового агрегата SM был взят V8 объёмом 4,2 литра, на базе которого был сконструирован более компактный алюминиевый V6 объёмом 2,7 литра, массой 140 кг (без навесного оборудования). Новый двигатель отличался нетипичным для V6 углом развала блока цилиндров в 90°, четырьмя распредвалами и тремя карбюраторами «Weber 42DCNF». Разработкой двигателя происходила под руководством главного инженера Maserati Джулио Альфиери. 
Получившийся двигатель Maserati C114 поначалу имел рабочий объём 2,7 литра, что позволяло владельцам SM из Франции не платить высокого транспортного налога. Однако мощность в 170 л.с. устраивала не всех, и уже в 1973 году двигатель был увеличен в объёме до трёх литров и обзавёлся инновационной в то время инжекторной системой впрыска топлива Bosch D-Jetronic вместо трёх спаренных карбюраторов Weber. 

## Дизайн
Дизайн был создан Робером Опроном (англ. Robert Opron) и сочетал в себе традиционные для Citroën элементы с элегантной и футуристичной формой трёхдверного кузова типа «хетчбэк». Авангардный подход к дизайну Citroën SM сделал его совсем не похожим на другие автомобили того времени. 
Футуристический дизайн кузова наиболее отчётливо выделяется в прикрытыми прозрачными колпаками фарами и огромными задними фонарями, безрамочными дверями, хвостом Камма и необычной геометрии силуэта. Декоративные детали кузова были выполнены не из хрома, а из нержавеющей стали, а капот изготавливался из авиационного лёгкого сплава.
Оформление передка напоминало стеклянную витрину, под центральной секцией которой находилось место крепления номерного знака, под боковыми - тройные прямоугольные фары. SM не имел привычной радиаторной решётки ― воздухозаборники находились под бампером. Зеркала были сделаны такими маленькими ради аэродинамики. Автомобиль имел очень низкий коэффициент лобового сопротивления равный 0,26. 
SM имел весьма прогрессивные адаптивные фары (поворачивающиеся при помощи руля на тот же угол, что и передние колёса). Такой механизм не запрещался в Европе, но по стандартам США такие фары не допускались. Поэтому автомобили для американского рынка оснащались фиксированными двойными круглыми фарами без стеклянных крышек.
Citroën SM часто сравнивали с космическим кораблём и сверхзвуковым самолётом «Concorde».
Очень большая, по европейским меркам, ширина кузова и отделка салона делали автомобиль весьма комфортабельным для водителя и переднего пассажира, хотя пространство на заднем диване всё же было принесено в жертву более красивой форме задней части кузова. В салоне небольшой односпицевый руль имел не круглую, а овальную форму, как и четыре датчика на панели приборов (Примечательно, что очень похожий стиль руля и панели приборов был у Москвича-2140). На спидометре имелся сигнализатор безопасной дистанции ― отличительная черта Citroën того времени. Хромированный рычаг коробки передач располагался на центральной консоли, разделявшей ковшеобразные передние сиденья с массивными подголовниками. Магнитола была установлена между сидениями. 
Помимо усилителя руля, в автомобиль устанавливалась регулируемая по высоте и по вылету рулевая колонка, реагирующие на силу дождя стеклоочистители, обогрев заднего стекла, электрические стеклоподъёмники, кондиционер и кассетная магнитола. 
Колёсные диски имели колпаки из нержавеющей стали, но существовали версии со сверхлёгкими пластиковыми дисками Michelin, упрочнённые углеродным волокном и смолой (эта технология предшествовала карбону). 

## Незаводские версии
Citroën SM выпускался только в кузове купе. Однако отдельными фирмами осуществлялась переделка SM под заказ. 
В 1972 году в ателье «Chapron» было изготовлено по спецзаказу два четырёхдверных кабриолета на базе Citroën SM для президента Франции Жоржа Помпиду. В течение длительного времени (вплоть до президентства Жака Ширака) эти SM использовались как парадные кабриолеты автопарка служебных автомобилей Елисейского Дворца. До 2007 года эти автомобили находились в служебном автопарке, однако до сих пор являются собственностью Франции.
Компания SM World, специализирующаяся только на Citroën SM, под руководством Джерри Хэтэуэй построила Citroën SM с турбированным V6 мощностью 530 л. с. В 1985 году Джерри Хэтэуэй установил на этом Citroën SM рекорд скорости для серийных автомобилей в своем классе на высохшем озере Бонневилль, штат Юта, разогнав автомобиль при помощи двух турбокомпрессоров до 325 км/ч (202 мили в час).
Citroën SM очень быстро полюбился многим знаменитостям, певцам и политикам. В число его известных владельцев входили Генеральный секретарь ЦК КПСС Леонид Брежнев, шах Ирана Мухаммед Реза Пехлеви, император Эфиопии Хайле Селассие I, угандийский диктатор Иди Амин, музыканты Билл Уайман, Чарли Уоттс, Адам Клейтон, Карлос Сантана, композиторы Джон Уильямс и Джон Барри, писатель Грэм Грин, футболист Йохан Кройф и многие другие.